# Elkton (Minnesota)
Elkton és una població dels Estats Units a l'estat de Minnesota. Segons el cens del 2000 tenia 149 habitants.

## Demografia
Segons el cens del 2000, Elkton tenia 149 habitants, 52 habitatges, i 37 famílies. La densitat de població era de 43,9 habitants per km².
Dels 52 habitatges en un 40,4% hi vivien nens de menys de 18 anys, en un 63,5% hi vivien parelles casades, en un 1,9% dones solteres, i en un 28,8% no eren unitats familiars. En el 26,9% dels habitatges hi vivien persones soles el 15,4% de les quals corresponia a persones de 65 anys o més que vivien soles. El nombre mitjà de persones vivint en cada habitatge era de 2,87 i el nombre mitjà de persones que vivien en cada família era de 3,54.
Per edats la població es repartia de la següent manera: un 35,6% tenia menys de 18 anys, un 6% entre 18 i 24, un 24,8% entre 25 i 44, un 22,1% de 45 a 60 i un 11,4% 65 anys o més.
L'edat mediana era de 30 anys. Per cada 100 dones de 18 o més anys hi havia 104,3 homes.
La renda mediana per habitatge era de 32.813 $ i la renda mediana per família de 43.125 $. Els homes tenien una renda mediana de 26.875 $ mentre que les dones 29.688 $. La renda per capita de la població era de 14.950 $. Entorn del 2,9% de les famílies i el 5,8% de la població estaven per davall del llindar de pobresa.

## Poblacions més properes
El següent diagrama mostra les poblacions més properes.